# Place Pasdeloup
La place Pasdeloup est une voie située dans le quartier de la Folie-Méricourt du 11e arrondissement de Paris, en France.

## Situation et accès

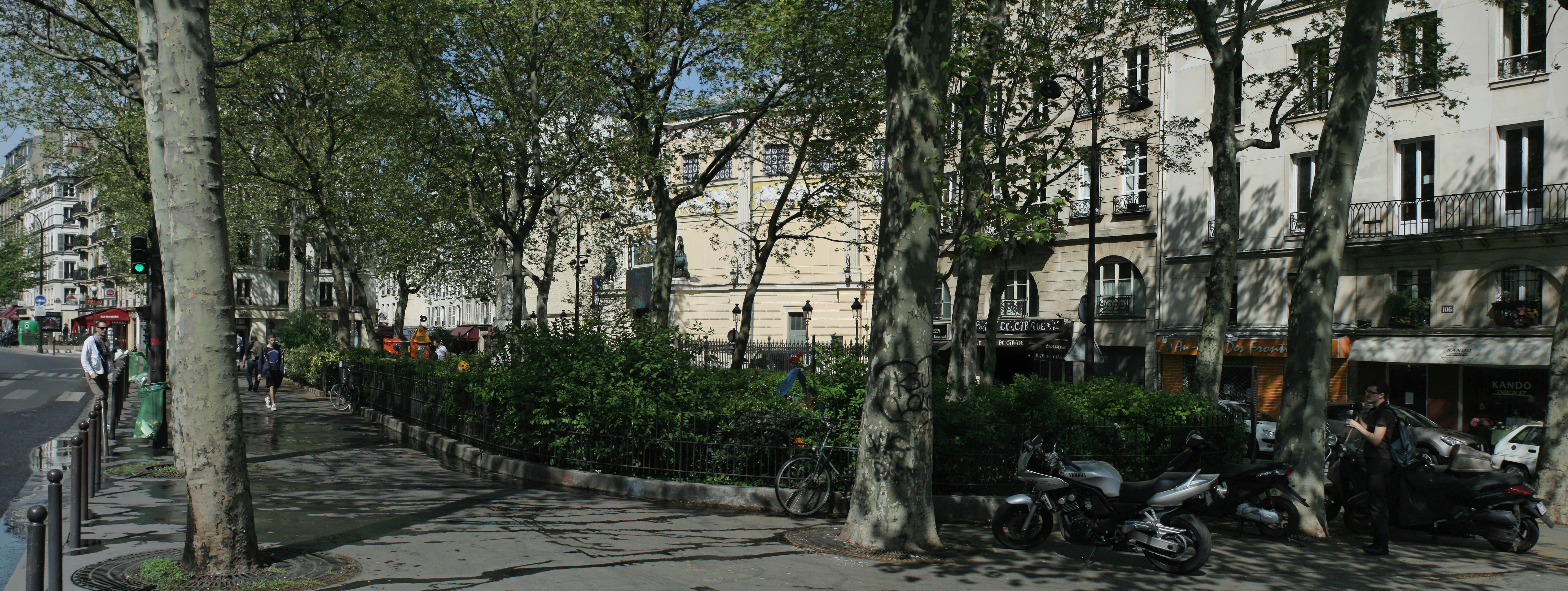
Square de la Place Pasdeloup, Paris.

La place est majoritairement piétonne, entourée à l'ouest par l’extrémité nord du boulevard des Filles-du-Calvaire, à l'est par la rue Amelot, et au sud par l'extrémité ouest de la rue Oberkampf. Le square de la Place-Pasdeloup, comportant des jeux pour enfants, recouvre une partie importante de la place et une grande station de vélos en libre service du réseau Vélib' longe la partie sud de la place depuis l'ouverture du réseau.
La place dégage la vue depuis le boulevard, sur le Cirque d'Hiver, ouvert en 1852, sous le nom de « cirque Napoléon ».

## Origine du nom
La place doit son nom au compositeur et fondateur de concerts populaires Jules Pasdeloup (1819-1881).

## Historique
La place est créée et prend sa dénomination actuelle en 1897 sur l'emprise des voies qui la bordent. Vers 2013, des travaux sont entrepris dans sa partie nord pour rendre piétonnier le parvis du cirque.

## Bâtiments remarquables et lieux de mémoire
- Le square de la Place-Pasdeloup constitue l'essentiel de la place.
- La place donne sur le Cirque d'Hiver.
- Fontaine Dejean

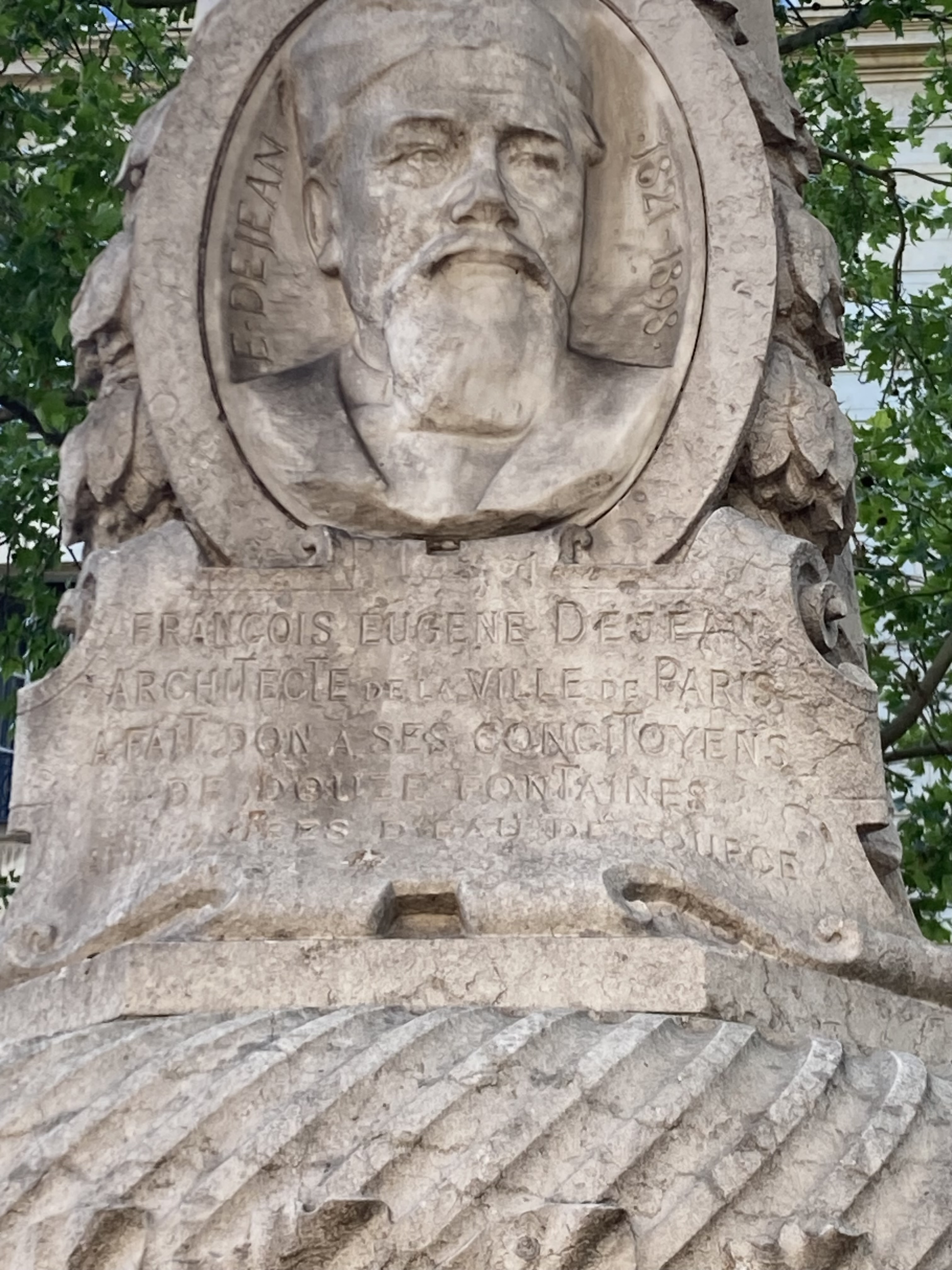
Fontaine Dejean (détail). Inscription sur laquelle on peut lire : « François-Eugène Dejean architecte de la ville de Paris a fait don à ses concitoyens de douze fontaines alimentées en eau de source.
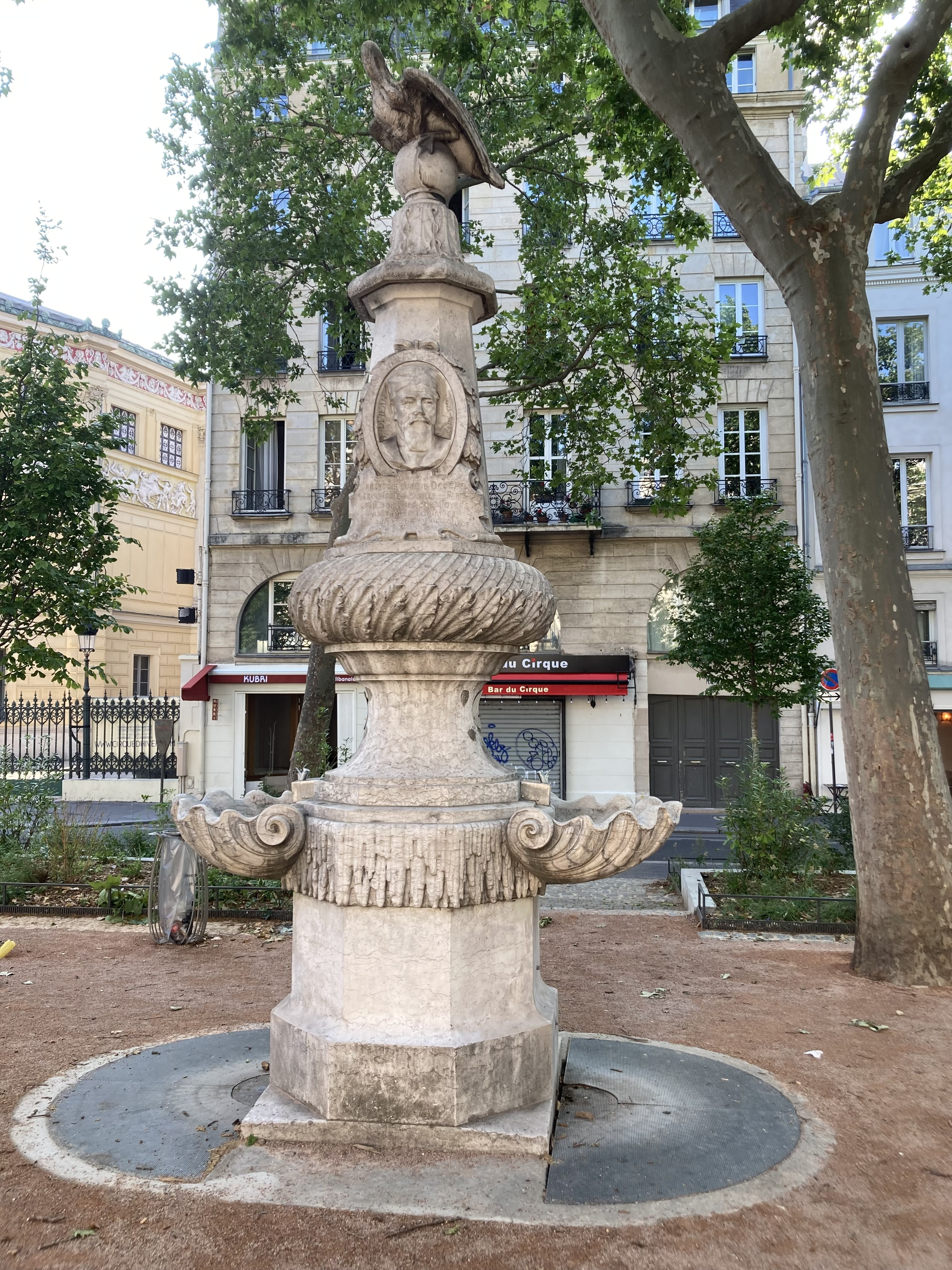
Fontaine Dejean.

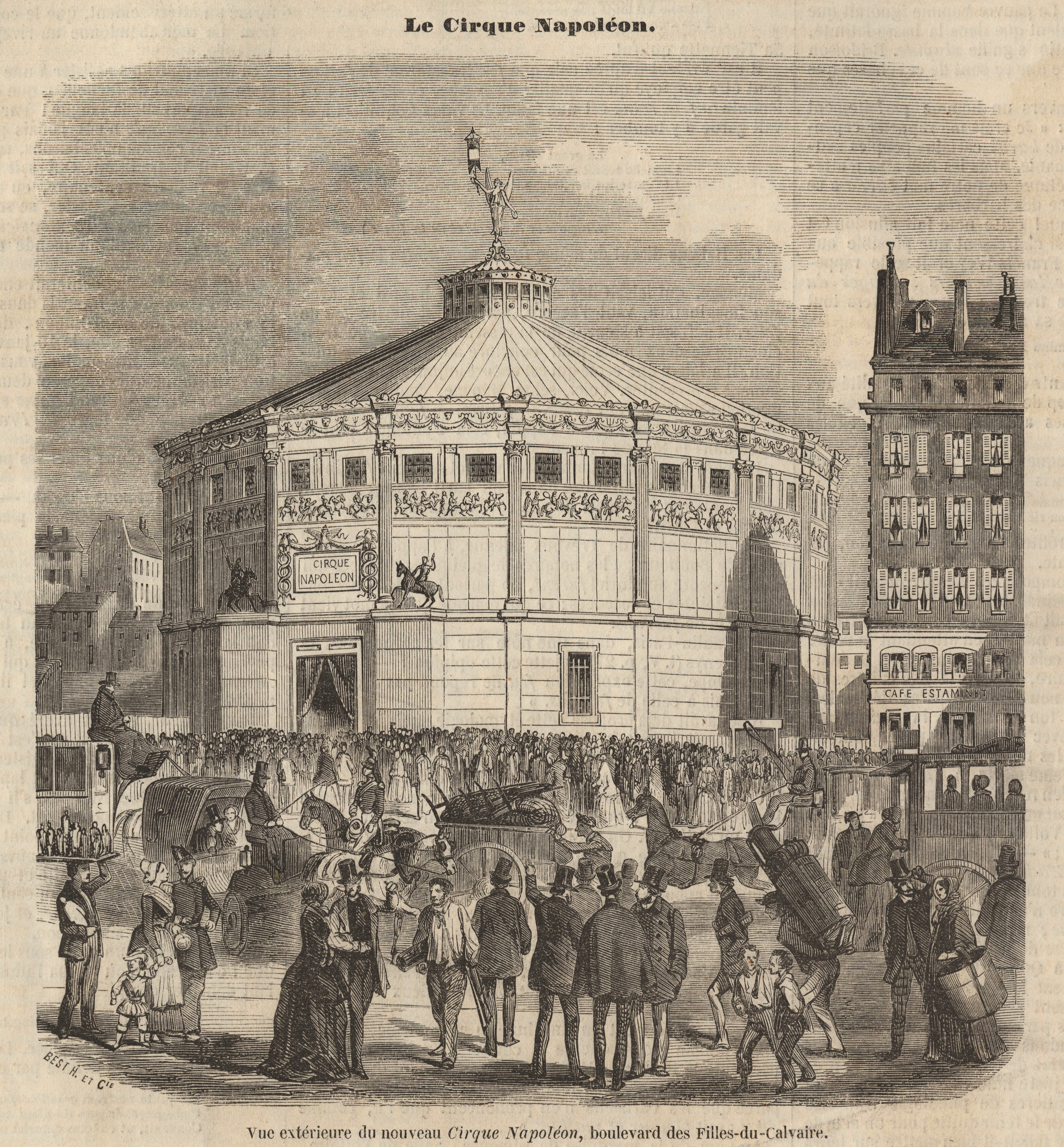
Lieu actuel de la place, alors sur le boulevard des Filles-du-Calvaire, en 1852.
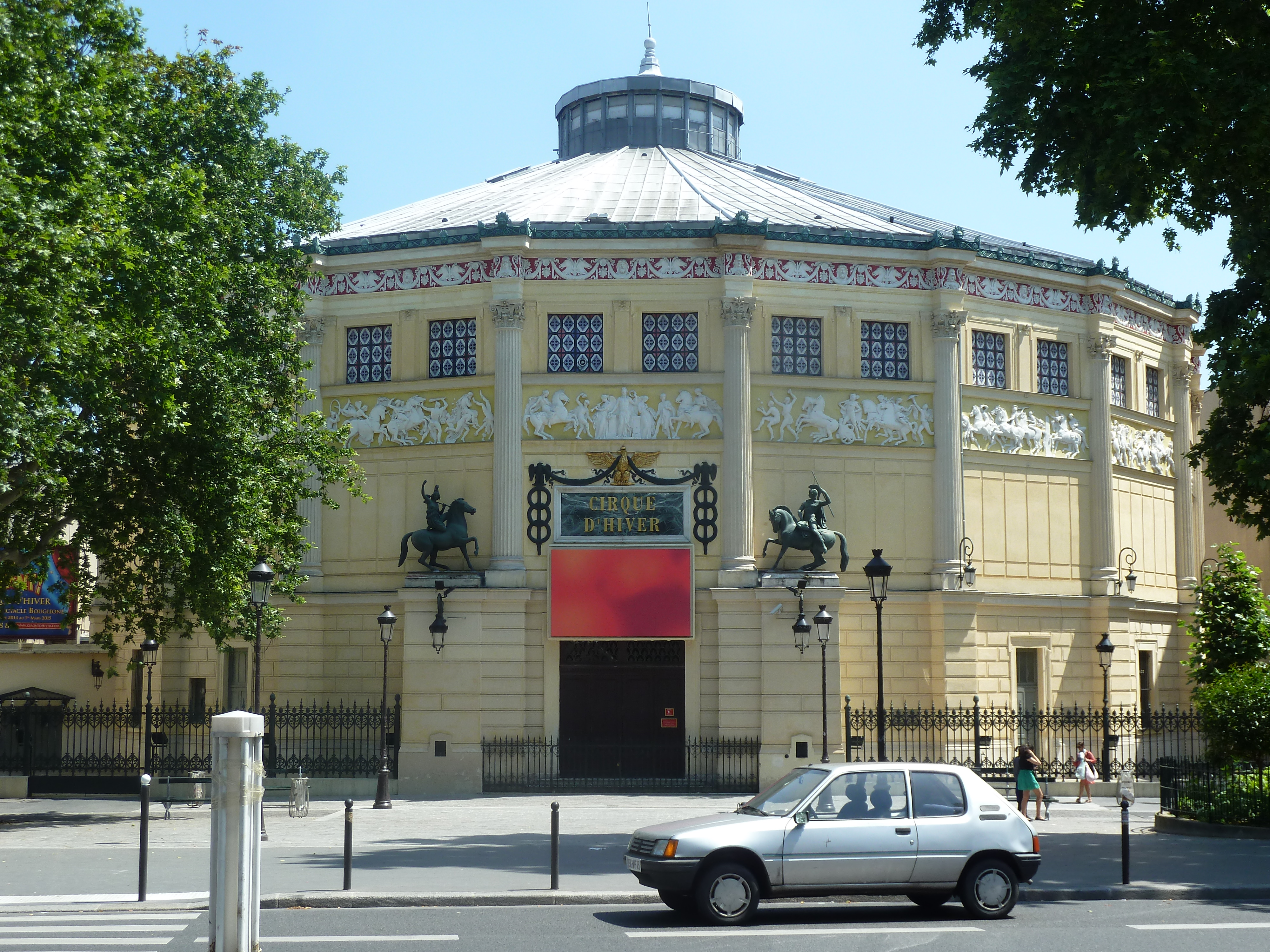
Place en 2014 après le réaménagement pour donner plus d'espace aux piétons.